# Herstadberg
Herstadberg is een plaats in de gemeente Norrköping in het landschap Östergötland en de provincie Östergötlands län in Zweden. De plaats heeft 257 inwoners (2005) en een oppervlakte van 36 hectare.